# آن ريد
آن ريد (بالإنجليزية: Anne Reid)‏ ممثلة بريطانية، ولدت في 28 مايو 1935 بنيوكاسل أبون تاين في المملكة المتحدة.

## أعمال

### أفلام
- (1995) حلاقة دقيقة[7]
- (2007) الزغب الساخن[8]
- (2017) رجل الثلج[9]

## وصلات خارجية
- آن ريد على موقع IMDb (الإنجليزية)
- آن ريد على موقع ألو سيني (الفرنسية)
- آن ريد على موقع ميوزك برينز (الإنجليزية)
- آن ريد على موقع أول موفي (الإنجليزية)
- آن ريد على موقع قاعدة بيانات الأفلام السويدية (السويدية)
- آن ريد على موقع قاعدة بيانات الفيلم (الإنجليزية)
- آن ريد على موقع كينوبويسك (الروسية)